# Tadas Kararinas
Tadas Kararinas (Šilutė, 26 luglio 1998) è un cestista lituano.

## Carriera

### Nazionale
Con la Lituania under 20 ha partecipato agli Europei di categoria del 2017, terminati al sesto posto.